# Dream On Sister
Dream On Sister  es un  EP de la banda de metal gótico noruega Elusive, lanzado el 4 de mayo de 2007,  y previo a la salida al mercado de su álbum final, Locked Doors, Drinks And Funerals el 15 de mayo de ese mismo año. Fue masterizado en el Dreamlab Studios en Stavanger, Noruega. 
El EP consta de versiones alternativas de canciones que aparecieron en otros álbumes: "Dream On Sister" editada en su formato de sencillo; "Ride", "The Circle Never Ends (Part IV)" y "For Another Day" (una mezcla extendida de "Another Day").
El disco se completa con un cover de Depeche Mode, "I Feel You", que no fue incluido en ningún álbum. 
El 21 de junio de 2007, se estrenó  el único vídeo musical filmado por la banda "Dream On Sister", a cargo de Marit Røkeberg de TVP Mediasenter AS, Noruega. Cuenta con la participación de 
Henriette Bordvik como modelo, en ese entonces exvocalista de Sirenia.

## Lista de canciones
Todas las canciones compuestas por Tommy Olson, excepto donde se indica:
1. «Dream On Sister» (single edit) - 3:51
2. «I Feel You» (exclusive track) (Martin Lee Gore) - 4:13
3. «Ride» (edit remastered) - 4:36
4. «The Circle Never Ends» (Part IV) - 5:05
5. «For Another Day» (extended rock mix) - 5:42

## Personal

### Elusive
- Jan Kenneth Barkved - vocales
- Tommy Olsson - Guitarras, coros y batería programada
- Kristian Gundersen - Guitarras

### Producción e ingeniería
- Masterizado en Dreamlab Studios
- Publicado por  Elusive Music
- Distribuido por  EMI Music Publishing Ltd.
- Arte de cubierta – Efi "Silencefi" Theoari
- Masterizado por Inge Engesvold